# Testa di Lepre
Testa di Lepre è una frazione di Fiumicino, in provincia di Roma, già zona extraurbana di Roma. Il quartiere è suddiviso nelle zone di Testa di Lepre di Sopra e di Testa di Lepre di Sotto.

## Storia
Il centro risale al Medioevo, epoca in cui fu chiamata Testaleporis, in seguito fu feudo di svariate famiglie gentilizie tra cui i Normanni, gli Anguillara e i Cenci. Attualmente la proprietà appartiene agli eredi dei principi Doria Pamphilj che risultano proprietari di un casale situato nella zona di Testa di Lepre di Sotto. 

Negli anni cinquanta l'ente Maremma ha acquistato terreni nella zona per fabbricarvi un centro agroindustriale e la chiesa di san Pietro apostolo.

## Monumenti e luoghi d'interesse
- Il Casale Doria Pamphili
- La chiesa di San Pietro apostolo

## Economia
- Apicoltura
- Allevamento bovino.
- Produzione di latte e carne bovina.
- Coltivazione vigneti.